# Antanthatalmak az első világháborúban

██ = Az antant
██ = Az antant gyarmatai és megszállt területei
██ = Központi hatalmak
██ = Központi hatalmak által megszállt területek
██ = Semleges államok

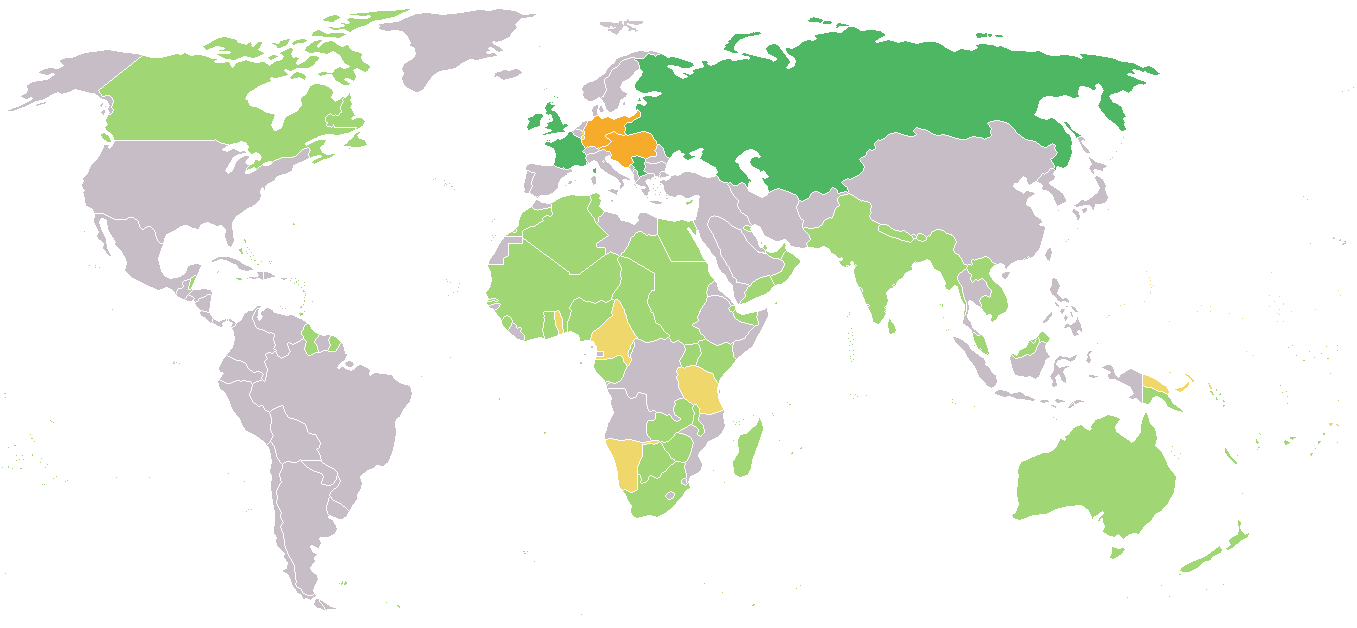
Szövetségi rendszerek az I. világháborúban:
██ = Az antant
██ = Központi hatalmak

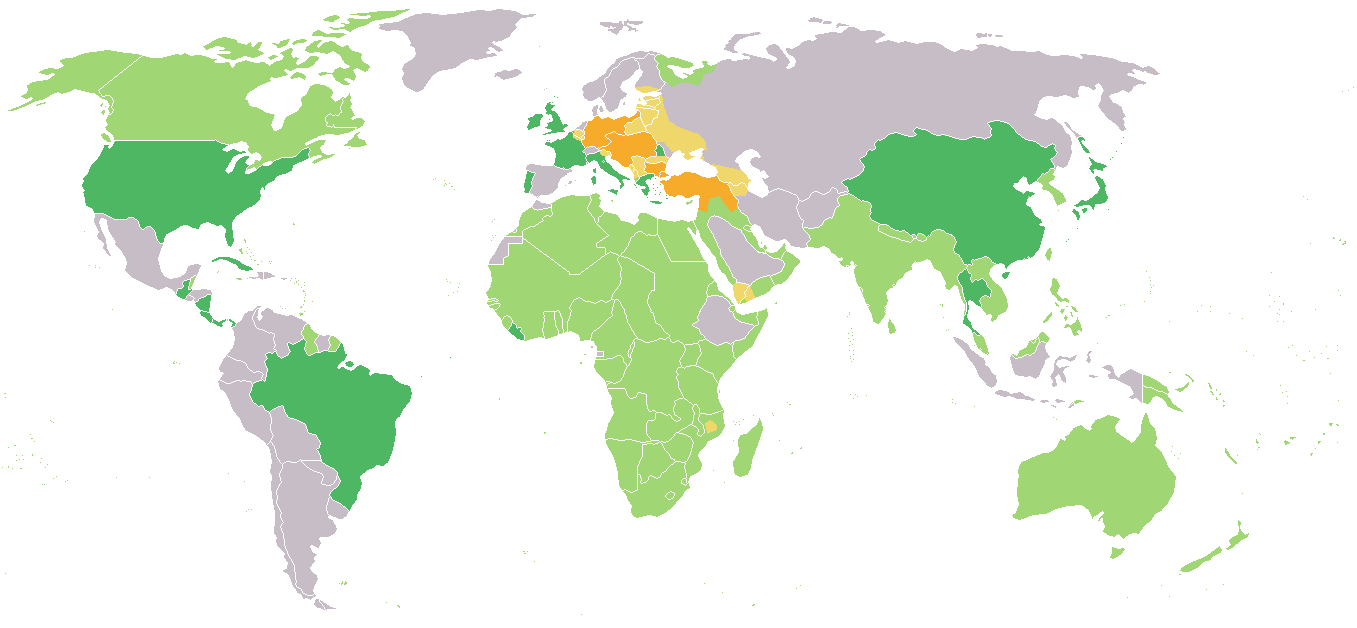
A világ országai 1918 májusában.
██ = Az antant
██ = Az antant gyarmatai és megszállt területei
██ = Központi hatalmak
██ = Központi hatalmak által megszállt területek
██ = Semleges államok

Az antanthatalmak az első világháborúban a központi hatalmak mellett a másik nagy szövetségi rendszer volt. Az antanthatalmak száma folyamatosan bővült a háború alatt, és mint győztesek kerültek ki az I. világháborúból. A szövetségi rendszer azonban a háború után nem maradt fenn.

## Története

### Kialakulása
Az antanthatalmak rendszere a háromhatalmi antantra épült rá. 1914-re Európában az antant – entente cordial – szövetségi rendszer tagjai az Egyesült Királyság, Franciaország és Oroszország voltak. A háború kitörésekor mindhárom állam csatát kezdett Németország, a központi hatalmak feje ellen.

### Az USA belépése
1917 februárjában Németország korlátlan tengeralattjáró-háborút hirdetett, s ez az USA felé provokációnak minősült. Thomas Woodrow Wilson, az USA elnöke, miután belépett országa az I. világháborúba és hadat üzent Németországnak, kinyilvánította, hogy az USA nem tagja az antanthatalmak rendszerének, nem nevezhető szövetséges hatalomnak, mivel az Amerikai Egyesült Államok elsősorban Németországgal háborúzik, annak provokatív tengeralattjáró háborúja miatt. Az USA nem tekintette magát hadviselő félnek az Oszmán Birodalommal szemben sem. A történetírás azonban mégis antant hatalomnak tartja az Egyesült Államokat, az antanthatalmakkal összefonódó gazdasági érdeke és a nyugati fronton és az olasz fronton való katonai részvétele miatt.

### A Brit Birodalom gyarmatai
A francia gyarmatok és azok lakossága az első világháborúban nem játszottak jelentős szerepet, annál inkább a Brit Birodalom gyarmatai, domíniumai. Ausztrália, Új-Zéland, Kanada, India, Új-Fundland és az Afrikában lévő angol gyarmatok, domíniumok hadserege viszonylag tekintélyes erőt képviselt az gyarmati antant erők között, szerepük létfontosságú volt a mellékhadszíntereken, így Afrikában, Arábiában.

### Antant szövetségesek Európában
Az Osztrák–Magyar Monarchia által megtámadott balkáni államok, így Montenegró és Szerbia csatlakozott az antanthatalmakhoz, Belgium, Német Birodalom általi lerohanása miatt szintén a szövetségi rendszer résztvevője lett. Portugália 1916. március 9-én lépett be a háborúba az antanthatalmak oldalán. Szintén 1916-ban, augusztus 27-én lépett be a háborúba Románia is.

### Az antanthatalmak győzelme
A központi hatalmak 1918-ban fegyverszünetet kötöttek, először az Oszmán Birodalom, aztán Bulgária, majd az Osztrák–Magyar Monarchia és végül Németország. A központi hatalmak vereségével és az antanthatalmak győzelmével véget ért az I. világháború.

## Az antanthatalmak felsorolása
| Ország neve               | Hadba lépés dátuma  |
| ------------------------- | ------------------- |
| Szerbia                   | 1914. július 28.    |
| Orosz Birodalom           | 1914. augusztus 1.  |
| Franciaország             | 1914. augusztus 3.  |
| Brit Birodalom            | 1914. augusztus 4.  |
| Belgium                   | 1914. augusztus 4.  |
| Montenegró                | 1914. augusztus 7.  |
| Japán Birodalom           | 1914. augusztus 23. |
| Olasz Királyság           | 1914. augusztus 23. |
| Andorra                   |                     |
| Portugália                | 1916. március 9.    |
| Román Királyság           | 1916. augusztus 27. |
| Amerikai Egyesült Államok | 1917. április 6.    |
| Panama                    | 1917. április 8.    |
| Kuba                      | 1917. április 10.   |
| Görög Királyság           | 1917. június 29.    |
| Sziám                     | 1917. július 22.    |
| Brazília                  | 1917. július 28.    |
| Kínai Köztársaság         | 1917. augusztus 14. |
| Guatemala                 | 1918. április 30.   |
| Nicaragua                 | 1918. május 8.      |
| Costa Rica                | 1918. május 23.     |
| Haiti                     | 1918. július 16.    |
| Honduras                  | 1918. július 19.    |
| Bolívia                   |                     |
| Ecuador                   |                     |
| Uruguay                   |                     |
| Peru                      |                     |
| Libéria                   | 1917. december      |

## Fegyverszünetet kötött antanthatalmak
- Román Királyság – 1917. december 9.
- Orosz Birodalom – 1917. december 17.

Románia bár fegyverszünetet kötött  a központi hatalmakkal, mégis amikor a francia csapatok a Balkánon történő előretörésük közben elérték a román határt, Románia újból hadat üzent az Osztrák–Magyar Monarchiának és Németországnak.

## Az antanthatalmak hadseregeinek létszáma
Itt látható az antanthatalmak hadseregeinek létszáma. A legkisebb országok serege nem szerepel a felsorolásban, ám ezen hadseregek maximum pár ezer főt tehetnek ki.
| Ország neve               | Hadsereg Létszáma |
| ------------------------- | ----------------- |
| Orosz Birodalom           | 12 000 000        |
| Brit Birodalom            | 8 904 500         |
| Ausztrália                | 300 000           |
| Kanada                    | 619 636           |
| Brit India                | 1 500 000         |
| Új-Zéland                 | 100 000           |
| Franciaország             | 8 410 000         |
| Olaszország               | 5 615 000         |
| Amerikai Egyesült Államok | 4 355 000         |
| Román Királyság           | 750 000           |
| Szerbia                   | 707 300           |
| Belgium                   | 267 000           |
| Görög Királyság           | 230 000           |
| Portugália                | 100 000           |
| Montenegró                | 50 000            |
| Összesen                  | 42 569 436        |

## Fordítás
- Ez a szócikk részben vagy egészben  az   Allies of World War I című angol Wikipédia-szócikk fordításán alapul.  Az eredeti cikk szerkesztőit annak laptörténete sorolja fel. Ez a jelzés csupán a megfogalmazás eredetét és a szerzői jogokat jelzi, nem szolgál a cikkben szereplő információk forrásmegjelöléseként.